# 花まつり (石井竜也の曲)
「花まつり」（はなまつり）は、石井ビューティーのシングル。1998年7月1日発売。発売元はSony Records（現ソニー・ミュージックレコーズ）。

## 解説
石井竜也4枚目のシングルは石井ビューティー名義。『P-kiesワンダーランド』のテーマソング。フジテレビ系『ポンキッキーズ』のP-kiesメロディ。『BON-DANCE』テーマソング。曲はジュリア・フォーダム「Happy Ever After」をベースに石井の手が加えられ日本語詞を乗せている。ジャケットは世界地図を日本の国土の形にしている。初回プレス盤は花忍者ステッカー封入。

## 収録曲
- 全作詞・作曲：石井竜也

1. 花まつり
編曲：伊藤隆博
『P-kiesワンダーランド』テーマソング。フジテレビ『ポンキッキーズ』P-kiesメロディ。『BON-DANCE』テーマソング。
ミュージック・ビデオには世界各国の民族衣装をまとったダンサーやポンキッキーズのキャラクターが登場。
2. 花つまり
REMIXED BY：福富幸宏
「花まつり」リミックス・ヴァージョン。
3. 花まつり（INSTRUMENTAL）

## 収録アルバム
| 曲名     | 収録アルバム                                                                           | 発売日         | 備考                       |
| -------- | -------------------------------------------------------------------------------------- | -------------- | -------------------------- |
| 花まつり | 『ポンキッキーズ・メロディ2』                                                          | 1998年12月1日  | コンピレーション・アルバム |
| 花まつり | 『ポンキッキーズ30周年記念アルバム ガチャピン & ムックが選ぶポンキッキーズ・ベスト30』 | 2004年2月18日  | コンピレーション・アルバム |
| 花まつり | 『石 〜Best of Best〜』                                                                | 2005年10月12日 | 1stベスト・アルバム        |